# 複合粒子
複合粒子（ふくごうりゅうし、英: composite particle）とは、素粒子の複合体である粒子の総称である。それ以上分割できない粒子である素粒子（または基本粒子）と対をなす概念である。素粒子物理学の進展によって、素粒子と考えられていたものが複合粒子であると判明することがある。

## 概要
複合粒子の代表的なものには、ハドロン、原子核、原子および分子などがある。

### ハドロン
ハドロンは強い相互作用によって結合したクォークの複合体である。ハドロンは、フェルミ粒子であるバリオンとボーズ粒子である中間子に別れる。これらは、粒子加速器を使用した衝突反応から生成される不安定な複合粒子である。
ハドロンがクォークから構成されるというクォークモデルは、1964年にマレー・ゲルマンとジョージ・ツワイクによって提唱された。陽子や中性子は2つのクオーク（アップクォークとダウンクォーク）から構成されるが、1947年に宇宙線からK中間子が発見され、4種類のクォークの存在が確定された。現在の素粒子モデルとして最も一般的な標準模型ではクオークの種類は6種類と予言され、実験によりその存在が確認されている。クォークの種類の詳細はクォークの一覧を参照のこと。

### 原子核
原子核は、バリオンである陽子および中性子から構成されている。陽子および中性子はまとめて核子と呼ばれる。原子核の各種類はそれぞれ特定数の陽子と中性子を含み、核種または同位体と呼ばれる。核反応はある核種から別の核種に変換する反応である。詳細は核種の一覧を参照のこと。

### 原子
原子は、化学反応を起こす最小の中性粒子である。原子は原子核とその周りの電子雲から構成されている。原子核の領域は原子の大きさに比べて小さいがほとんどの質量を占めている。原子の各種類は特定の化学元素に対応する。今日までに118元素が発見されており、その内118元素が正式名称を持っている。詳細は周期表を参照のこと。

### 分子
分子は、物質の物理的特性を保ちながら非素粒子が分解される最小の粒子である。分子の各種類は特定の化合物に対応する。分子は２つ以上の原子から構成される。詳細は化合物一覧を参照のこと。